# Bifurcia ramosa
Espèce
Synonymes
- Arcuphantes ramosus Li & Zhu, 1987

Bifurcia ramosa est une espèce d'araignées aranéomorphes de la famille des Linyphiidae.

## Distribution
Cette espèce est endémique de Chine. Elle se rencontre au Hubei, au Hunan et au Guizhou.

## Description
La carapace de la femelle holotype mesure 0,87 mm de long sur 0,63 mm et l'abdomen 1,5 mm de long sur 1,06 mm.
Le mâle décrit par Li et Song en 1993 mesure 2,82 mm.
Le mâle décrit par Saaristo, Tu et Li en 2006 mesure 2,55 mm et la femelle 2,37 mm.

## Systématique et taxinomie
Cette espèce a été décrite sous le protonyme Arcuphantes ramosus par Li et Zhu en 1987. Elle est placée dans le genre Bifurcia par Saaristo, Tu et Li en 2006.

## Publication originale
- Li, Sha & Zhu, 1987 : « Notes on spiders of genera Floronia and Arcuphantes from China (Araneae, Linyphiidae). » Journal of Hebei University, vol. 7, p. 42-48.